# نوپسرها فوزکواپیکالیس
نوپسرها فوزکواَپیکالیس یک گونه سوسک از خانوادهٔ سوسک‌های شاخک‌دراز است. استفان فون برونینگ در سال ۱۹۴۹ این گونه را توصیف و بررسی کرد. این گونه در کشورهای هند، میانمار و نپال یافت شده است.